# شبکه دیزنی (بریتانیا و ایرلند)
کانال دیزنی بریتانیا به انگلیسی:(Disney channel Uk) یک کانال تلویزیونی مخصوص کودکان و نوجوانان به زبان انگلیسی در بریتانیا و جمهوری ایرلند است که از زمان ۱ اکتبر ۱۹۹۵ راه اندازی شد؛ و بر روی سرویس Sky و ویرجین مدیا قابل دریافت است.